# David Wagoner
Pour les articles homonymes, voir Wagoner.
David Wagoner, né le 5 juin 1926 à Massillon, dans l'État de l'Ohio, et mort le 18 décembre 2021 à Edmonds,, dans l'État de Washington, est un poète et écrivain américain. Ces poèmes ont pour cadre principal la région Nord-Ouest Pacifique de l’Amérique du Nord.

## Biographie
Il naît à Massillon dans l’Ohio et, quand son père perd son travail, pendant la Grande Dépression, déménage avec sa famille à Whiting, en Indiana. Il suit les cours de l’université d'État de Pennsylvanie, puis ceux de l’université de l'Indiana à Bloomington où il obtient une maîtrise universitaire en langue anglaise. Il commence à écrire de la poésie, avant d'enseigner, à partir de 1954, à l’université de Washington sur les conseils de son ancien professeur et ami le poète Theodore Roethke.
De 1966 à 2002, il dirige le magazine de poésie Poetry Northwest (en). Il est également membre de différentes organisations littéraires ayant un rapport avec la poésie. Au cours de sa carrière, il remporte plusieurs prix pour ces travaux, dont le prestigieux prix Pushcart par deux fois, ainsi que plusieurs bourses, comme celles de la Fondation Ford, de la Fondation John-Simon-Guggenheim et du National Endowment for the Arts.
En parallèle à sa carrière de poète, il écrit plusieurs ouvrages de fiction, notamment dans le genre policier, comme le roman The Man in the Middle, traduit en français sous le titre Le Lampiste par Gilles-Maurice Dumoulin dans la collection Un mystère en 1955.

## Œuvre

### Poésie
- Dry Sun, Dry Wind (1953)
- A Place to Stand (1958)
- Poems (1959)
- The Nesting Ground (1963)
- Staying Alive (1966)
- New and Selected Poems (1969)
- Working Against Time (1970)
- Riverbed (1972)
- Sleeping in the Woods (1974)
- A Guide to Dungeness Spit (1975)
- Collected Poems, 1956–1976
- Who Shall Be the Sun? (1978)
- In Broken Country (1979)
- The Hanging Garden (1980)
- One for the Rose (1981)
- Landfall (1981)
- My Physics Teacher (1981)
- First Light (1983)
- Through the Forest (1987)
- Walt Whitman Bathing (1996)
- Traveling Light (1999)
- The House of Song (2002)
- Good Morning and Good Night (2005)
- A Map of the Night (2008)
- After the Point of No Return (2012)

### Romans
- The Man in the Middle (1954) Publié en français sous le titre Le Lampiste, traduction de Gilles-Maurice Dumoulin, Paris, Presses de la Cité, coll. « Un mystère » no 211, 1955.
- Money, Money, Money (1955)
- Rock (1958)
- The Escape Artist (1965)
- Baby, Come On Inside (1968)
- Where is My Wandering Boy Tonight? (1970)
- The Road to Many a Wonder (1974)
- Tracker (1975) Publié en français sous le titre Les Chasseurs d’empreintes, traduction de Lisa Rosenbaum, Paris, Hachette, coll. « Bibliothèque verte », 1979.
- Whole Hog (1976)
- The Hanging Garden (1980)

## Filmographie

### Comme auteur adapté
- 1982 : The Escape Artist, film américain réalisé par Caleb Deschanel d’après le roman éponyme, avec Raúl Juliá, Desi Arnaz, Teri Garr, Joan Hackett et Griffin O'Neal (en).

## Prix et distinctions
- Nomination au National Book Award dans la catégorie Poésie en 1977 pour Collected Poems, 1956–1976.
- Prix Pushcart en 1977.
- Nomination au National Book Award dans la catégorie Poésie en 1979 pour In Broken Country.
- Prix Pushcart en 1983.
- Ruth Lilly Poetry Prize (en) en 1991.
- Arthur Rense Prize (en) en 1991.